# Сальсомаджоре-Терме
Сальсомаджоре-Терме (італ. Salsomaggiore Terme) — муніципалітет в Італії, у регіоні Емілія-Романья,  провінція Парма.
Сальсомаджоре-Терме розташоване на відстані близько 390 км на північний захід від Рима, 115 км на захід від Болоньї, 28 км на захід від Парми.
Населення — 19 651 особа (2014).

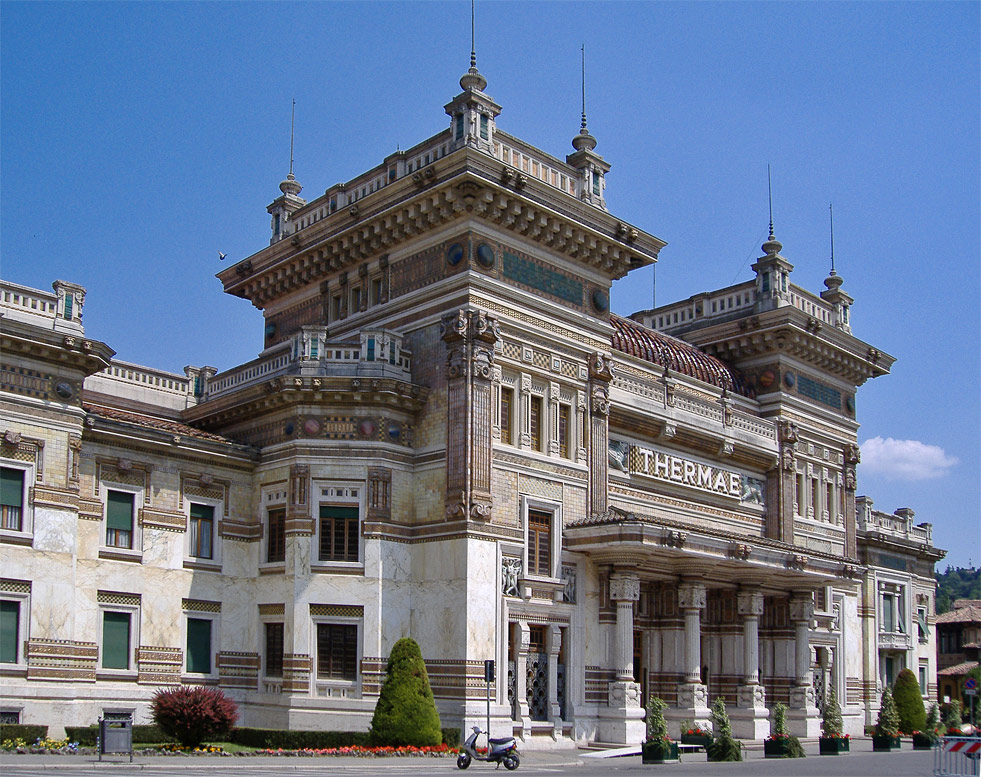

Щорічний фестиваль відбувається 28 квітня. Покровитель — San Vitale.

## Демографія
Населення за роками:

Станом на 1 січня 2023 року в муніципалітеті офіційно проживало 3028 іноземців з 87 країн, серед них 708 громадян країн Євросоюзу та 94 громадяни України.

## Уродженці
- Джорджіо Альміранте (1914—1988) —  італійський фашистський активіст і неофашистський політик.
- Нікола Берті (*1967) — відомий у минулому італійський футболіст, півзахисник, фланговий півзахисник.

## Сусідні муніципалітети
- Альсено
- Фіденца
- Медезано
- Пеллегрино-Парменсе
- Вернаска